# Liste der Bodendenkmale in Gülzow (Lauenburg)
In der Liste der Bodendenkmale in Gülzow sind die Bodendenkmale der Gemeinde Gülzow nach dem Stand der Bodendenkmalliste des Archäologischen Landesamts Schleswig-Holstein von 2016 aufgelistet. Die Baudenkmale sind in der Liste der Kulturdenkmale in Gülzow (Lauenburg) aufgeführt.
| Denkmal-ID           | Befundart           | Bezeichnung                              | Zeitstellung                 | Lage | Bemerkungen | Bild |
| -------------------- | ------------------- | ---------------------------------------- | ---------------------------- | ---- | ----------- | ---- |
| aKD-ALSH-Nr. 000 677 | Grabmal > Grabhügel | Grabhügel                                | Vor- und/oder Frühgeschichte |      |             |      |
| aKD-ALSH-Nr. 000 678 | Grabmal > Grabhügel | Grabhügel                                | Vor- und/oder Frühgeschichte |      |             |      |
| aKD-ALSH-Nr. 000 679 | Grabmal > Grabhügel | Grabhügel                                | Vor- und/oder Frühgeschichte |      |             |      |
| aKD-ALSH-Nr. 000 680 | besonderer Stein    | Inschriftenstein/Grenzstein/Schalenstein |                              |      |             |      |
| aKD-ALSH-Nr. 000 681 | Grabmal > Grabhügel | Grabhügel                                | Vor- und/oder Frühgeschichte |      |             |      |
| aKD-ALSH-Nr. 000 682 | Grabmal > Grabhügel | Grabhügel                                | Vor- und/oder Frühgeschichte |      |             |      |